# Salvador Dalí
Salvador Felipe Jacinto Dalí Domènech hay Salvador Felip Jacint Dalí Domènech (11 tháng 5 năm 1904 – 23 tháng 1 năm 1989), thường được biết đến bằng cái tên Salvador Dalí, là nghệ sĩ sinh ra tại Figueres, xứ Catalonia, Tây Ban Nha. Ông được coi như một trong những họa sĩ có ảnh hưởng lớn nhất trong thế kỷ 20 với phong cách siêu thực.
Dalí là một họa sĩ lành nghề, nổi tiếng với những hình ảnh ấn tượng và kỳ lạ trong các tác phẩm siêu thực của mình. Kỹ năng hội họa của ông thường được cho là do ảnh hưởng của các bậc thầy thời kỳ Phục hưng. Tác phẩm nổi tiếng nhất của ông, The Persistence of Memory, được hoàn thành vào tháng 8 năm 1931.
Dalí giải thích "tình yêu của tôi với tất cả mọi thứ có ánh vàng, sự cực đoan, niềm đam mê của tôi với sự sang trọng và quần áo phương Đông" đến từ một "dòng dõi Ả Rập", tuyên bố rằng tổ tiên của ông là hậu duệ của người Moor.
Ông rất giàu trí tưởng tượng, và cũng rất thích đắm mình trong các hành vi bất thường và kỳ vĩ. Sự lập dị và hoạt động công cộng của ông nhằm gây chú ý đôi khi còn thu hút công chúng nhiều hơn so với các tác phẩm nghệ thuật của ông. Điều này làm những người yêu thích các tác phẩm của ông khó chịu, và làm cho các nhà phê bình bực bội.
Bên cạnh hội họa, ông còn được biết đến như một nhà điêu khắc, nhiếp ảnh, sản xuất phim... Ông đã đoạt giải Oscar dành cho phim hoạt hình ngắn với bộ phim hợp tác cùng Walt Disney mang tên Destino. Ngoài ra, ông còn được Hoàng gia Tây Ban Nha trao tặng huân chương Isabelle.

## Tiểu sử

### Thời niên thiếu

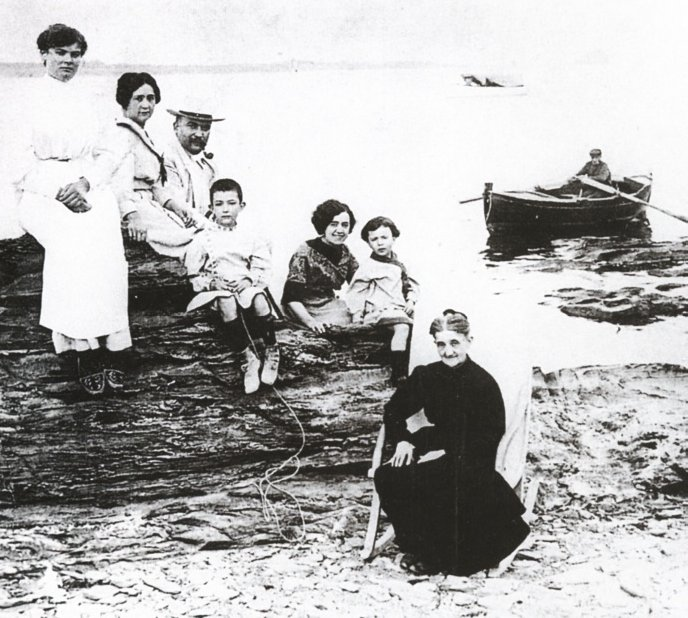
Gia đình Dalí năm 1910: từ trên bên trái, dì Maria Teresa, mẹ, bố, Salvador Dalí, dì Catherine (sau trở thành vợ thứ của cha ông), em gái Ana Maria và bà Ana.

Salvador Domingo Felipe Jacinto Dalí i Domènech sinh ngày 11 tháng 5, 1904, lúc 8:45 am GMT ở thị trấn Figueres, vùng Empordà, gần biên giới với Pháp ở Catalonia, Tây Ban Nha. Anh của Dalí cũng mang tên Salvador (sinh ngày 12 tháng 10 năm 1901), đã chết do viêm dạ dày chín tháng trước đó ngày 01 tháng 8 năm 1903. Cha ông, Salvador Dalí i Cusí, là một luật sư và công chứng viên thuộc tầng lớp trung lưu, theo đánh giá của vợ ông là bà Felipa Domenech Ferrés thì ông là người có phương pháp kỷ luật rất nghiêm ngặt. Bà đã làm giảm đi sự nghiêm khắc của chồng đồng thời động viên những nỗ lực của con trai. Khi lên 5, Dalí được đưa đến mộ của anh trai mình và được cha mẹ bảo rằng ông chính là anh trai của mình tái sinh, và ông đã tin vào ý niệm này. Dalí nói rằng, "...[chúng tôi] giống nhau như hai giọt nước, nhưng khác nhau về suy nghĩ." "Anh tôi có lẽ là phiên bản đầu của tôi nhưng đã bị ảnh hưởng quá nhiều từ quan điểm tuyệt đối." Các hình ảnh của người anh quá cố cũng đã xuất hiện trong các tác phẩm sau này của ông, như Portrait of My Dead Brother (1963).
Dalí cũng có một em gái nhỏ hơn 3 tuổi là Ana María. Năm 1949, bà đã xuất bản một quyển sách về anh của bà, Dalí As Seen By His Sister.
Dalí vào học trường mỹ thuật. Năm 1916, Dalí đã khám phá thể loại tranh hiện đại trong một chuyến nghỉ hè ở Cadaqués cùng với gia đình của Ramon Pichot, một họa sĩ thường xuyên đến Paris. Năm sau đó, cha của Dalí tổ chức một buổi triển lãm những bức vẽ than của ông tại nhà của họ. Ông có cuộc triển lãm rộng rãi tại Nhà hát thành phố ở Figueres năm 1919.
Tháng 2, 1921, mẹ của Dalí qua đời do ung thư vú lúc Dalí 16 tuổi. Sau này, ông nói về sự qua đời của mẹ mình "là cú đòn lớn nhất mà tôi phải chịu đựng trong đời tôi. Tôi tôn thờ mẹ... Tôi không thể chịu đựng sự mất mát một con người mà tôi đã dựa vào để khỏa lấp những nhược điểm không thể che giấu của tâm hồn tôi." Sau khi bà chết, cha ông kết hôn với em gái của vợ ông. Dalí đã không phản đối cuộc hôn nhân này vì ông yêu quý và tôn trọng người dì của mình.

### Tại Madrid và Paris

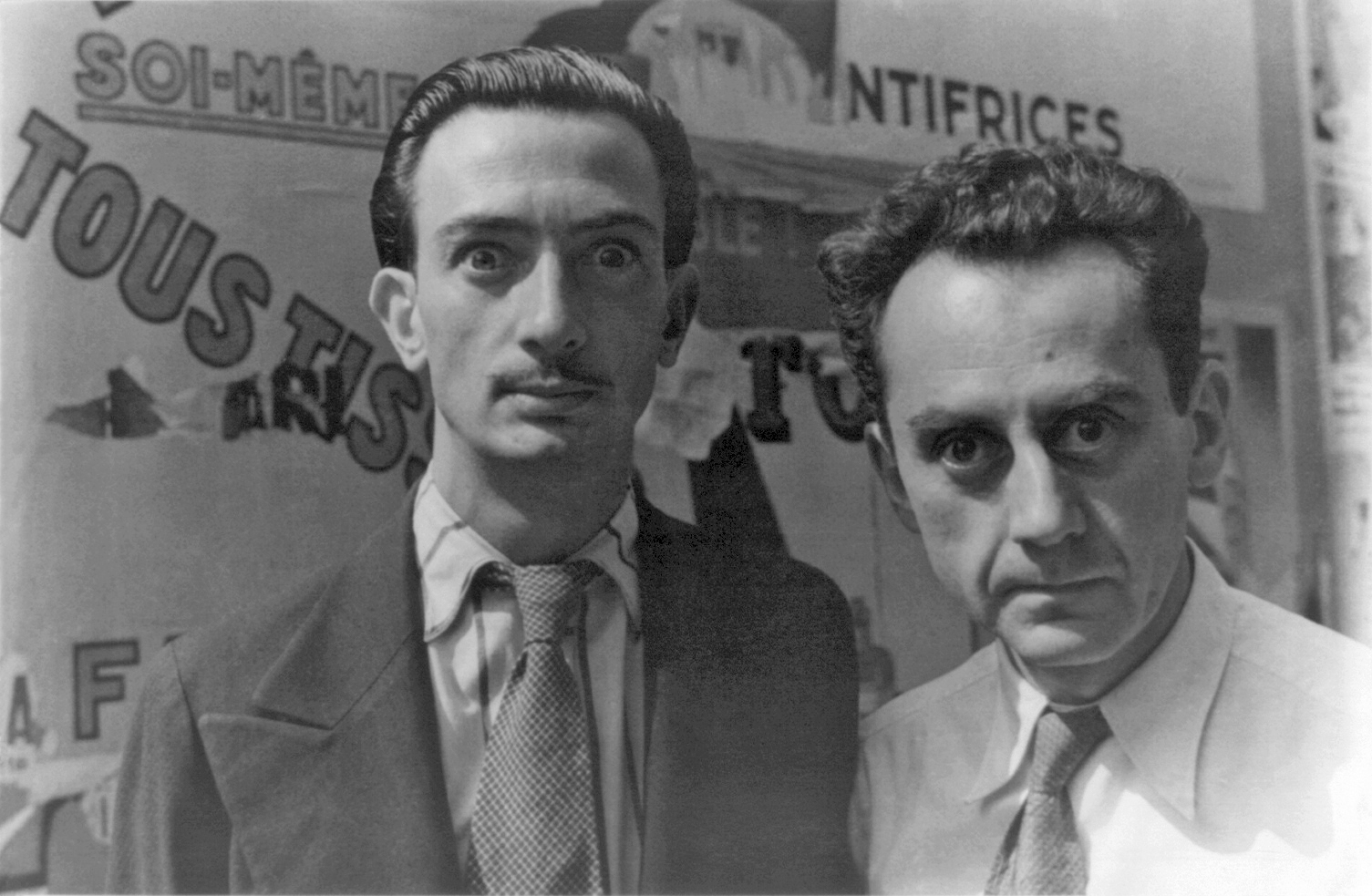
Dalí trợn mắt (trái) và nghệ sĩ siêu thực Man Ray tại Paris ngày 16 tháng 6 năm 1934

Năm 1922, Dalí chuyển vào Residencia de Estudiantes (khu nội trú) tại Madrid và học tại Real Academia de Bellas Artes de San Fernando. Cao 1,72 m (5 ft. 7¾ in.) Dalí đã thu hút sự chú ý như một người lập dị và kỳ quái. Ông để tóc và tóc mai đều dài, mặc áo, vớ, và quần ống túm theo phong cách của người Anh cuối thế kỷ 19.
Tại Residencia, ông trở thành bạn thân với Pepin Bello, Luis Buñuel và Federico García Lorca. Quan hệ bạn bè của ông với Lorca đã có xu hướng đam mê tình dục mạnh mẽ, nhưng Dalí từ chối tình ý của nhà thơ này.
Tuy nhiên các bức tranh của ông, trong đó ông đã thử nghiệm phong cách Lập thể, mới là những gì ông giành được sự chú ý nhiều nhất từ bạn bè sinh viên của mình. Kiến thức duy nhất của ông về nghệ thuật lập thể đến từ các bài báo tạp chí và một danh sách các tác phẩm do Pichot đưa cho xem, vì không có nghệ sĩ lập thể nào ở Madrid vào thời điểm đó. Vào năm 1924, một Salvador Dalí vẫn chưa được biết đến vẽ minh họa một cuốn sách lần đầu tiên. Đó là một ấn bản của bài thơ Catalan Les bruixes de Llers ("The Witches of Llers") do bạn bè và bạn học của ông, nhà thơ Carles Fages de Climent xuất bản. Dalí cũng thử nghiệm với Dada, và điều này đã ảnh hưởng đến các tác phẩm trong suốt cuộc đời của ông.
Dalí đã bị trục xuất khỏi học viện vào năm 1926, ngay trước khi kỳ thi cuối cùng của ông vì bị cáo buộc đã gây bạo loạn. Các kỹ năng vẽ tranh xuất sắc tại thời điểm đó của ông đã được chứng minh bằng tác phẩm Giỏ Bánh mì, vẽ năm 1926. Cùng năm đó, ông đã thực hiện chuyến thăm đầu tiên của mình đến Paris, nơi ông gặp Pablo Picasso, người mà cậu trai trẻ Dalí hằng ngưỡng mộ. Picasso đã nghe các nhận xét tốt về Dalí từ Joan Miró, một người bạn Catalan đã giới thiệu ông với nhiều bạn bè phong cách siêu thực. Trước khi Dalí tập trung phát triển phong cách riêng của mình trong vài năm sau đó, Dalí đã thực hiện một số tác phẩm chịu ảnh hưởng mạnh mẽ bởi Picasso và Miró.